# موشچنگتسا (شهرستان پیوترکوف)
موشچنگتسا (به لاتین: Moszczenica) یک روستا در لهستان است که در گمینا موشچنگتسا (استان ووتسکی) واقع شده‌است. موشچنگتسا ۲٬۵۷۱ نفر جمعیت دارد.